# 鳥取県道500号鳥取河原自転車道線
鳥取県道500号鳥取河原自転車道線（とっとりけんどう500ごう とっとりかわはらじてんしゃどうせん）は鳥取県鳥取市内の自転車・歩行者専用の一般県道である。通称因幡自転車道。

## 概要

### 路線データ
- 起点：鳥取県鳥取市浜坂・子供の国交差点（鳥取県道265号湯山鳥取線交点）
- 終点：鳥取県鳥取市河原町片山
- 総延長：20.3km

## 路線状況

### 重用区間
- 鳥取県道183号鳥取砂丘線（鳥取市浜坂2丁目）
- 国道53号（鳥取市国安）
- 国道373号（鳥取市国安）
- 鳥取県道227号猪子国安線（鳥取市国安・源太橋交差点 - 鳥取市源太）
- 鳥取県道298号袋河原八坂線（鳥取市河原町布袋 - 鳥取市河原町袋河原・袋河原交差点[1]）
- 鳥取県道32号郡家鹿野気高線（鳥取市河原町袋河原・袋河原交差点[1] - 鳥取市河原町長瀬・長瀬交差点）
- 鳥取県道42号鳥取河原線（鳥取市河原町袋河原・袋河原交差点[1] - 鳥取市河原町長瀬・長瀬交差点）
- 鳥取県道287号河原郡家線（鳥取市河原町長瀬 - 鳥取市河原町片山）

## 地理

### 通過する自治体
- 鳥取県鳥取市

### 接続道路
- 鳥取県道265号湯山鳥取線（鳥取市浜坂・子供の国交差点）
- 鳥取県道183号鳥取砂丘線（鳥取市浜坂2丁目）
- 鳥取県道183号鳥取砂丘線（鳥取市浜坂2丁目）
- 鳥取市道江津浜坂線（鳥取市江津〔えづ〕）
- 鳥取県道21号鳥取鹿野倉吉線（鳥取県道42号鳥取河原線重用）（鳥取市古市）
- 国道53号（国道373号重用）（鳥取市国安）
- 国道53号（国道373号重用）・鳥取県道226号国安桂木線（鳥取市国安・源太橋交差点）
- 鳥取県道227号猪子国安線（鳥取市源太）
- 鳥取県道298号袋河原八坂線（鳥取市河原町布袋）
- 国道53号（国道373号重用）（鳥取市河原町袋河原・袋河原交差点[2]）
- 鳥取県道32号郡家鹿野気高線（鳥取県道42号鳥取河原線重用）（鳥取市河原町袋河原・袋河原交差点[1]）
- 鳥取県道32号郡家鹿野気高線（鳥取県道42号鳥取河原線重用）（鳥取市河原町長瀬・長瀬交差点）
- 鳥取県道287号河原郡家線（鳥取市河原町片山）

### 周辺
- 鳥取砂丘
- 千代川
- 霊石山